# 費納奇鏡

西蒙·馮施坦普費爾製作的其中一版費納奇鏡，完成於1833年

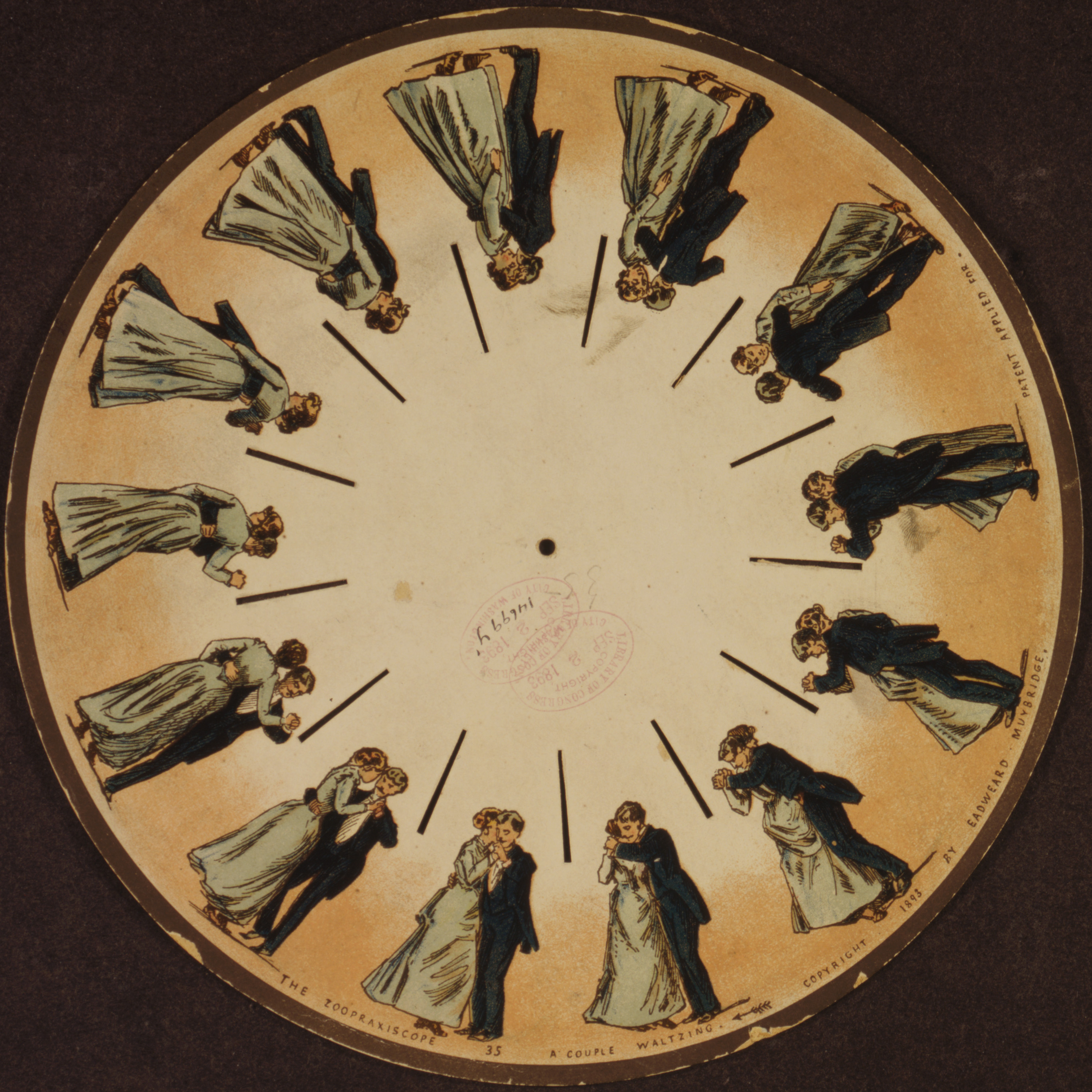
埃德沃德·邁布里奇於1893年設計的费纳奇镜，為一对跳华尔兹的夫妇。

費納奇鏡（英語：Phenakistoscope），1832年由比利時人約瑟夫·普拉托和奥地利人西蒙·冯·施坦普费尔發明，可播放連續動畫，是早期無聲電影的雛型。
费纳奇镜变体之一是在一个手柄上垂直安装的盘片。盘片上围绕中心绘制了一系列的图片，是动画的对应的帧，图片的周围是一系列狭缝。使用者旋转盘片，通过移动的狭缝看盘片在镜子里的反射。这样，使用者看到图片接连出现，由于视觉暂留，得到连续播放效果。另一种变体有两个盘片，一张有狭缝，另一张是图片，这样就不需要镜子的反射就可以看到动画。和西洋镜以及之后的发明不同，费纳奇镜一次只能由一个人使用。费纳奇镜只存在了两年，就被别的技术取代。